# Edmond Hugues
Pour les articles homonymes, voir Hugues.
Henri Edmond Hugues, né le 30 avril 1846 à Anduze, dans le Gard et mort le 1er janvier 1929 dans la même ville, est un haut-fonctionnaire français. Il fait une carrière de sous-préfet et est fondateur du musée du Désert, avec Frank Puaux, en 1910.

## Biographie
Edmond Hugues est fils de Jean-Pierre Hugues, pasteur à Anduze de 1844 à 1877 et auteur d'une Histoire de l'Église d'Anduze, et de son épouse, Nancy Picheral. Il est le descendant de Jean Hugues, camisard condamné aux galères de 1705 à 1716. Edmond Hugues fait ses études secondaires au lycée Charlemagne puis à la faculté de théologie protestante de Genève où il soutient une thèse de baccalauréat intitulée Leibnitz et Bossuet. Essai de littérature et d'histoire en 1871. Il décide de ne pas devenir pasteur. Il est engagé volontaire durant la guerre franco-allemande de 1870, puis collabore à plusieurs journaux, L'Avenir national, le Journal des débats, Le Temps, et la Revue politique et littéraire. Il rentre ensuite dans l'administration. Il est sous-chef au ministère de l'Intérieur en 1876 puis il fait une carrière de sous-préfet à partir de 1877. Il se marie le 7 janvier 1879 avec Emmy Bardot, ils ont trois enfants (dont Pierre, conservateur du musée du Désert à sa suite). Il est en poste aux Sables d'Olonnes, à Bar-sur-Aube, à Commercy, aux Andelys, à Lodève et à Pontoise. Il est nommé préfet honoraire en 1908. 
Spécialiste d'Antoine Court, il est l'auteur de plusieurs ouvrages historiques, dont l'un, Histoire de la restauration du protestantisme français, est récompensé par un prix de l'Académie française en 1874.

## Le musée du Désert
En 1911, Edmond Hugues fonde avec Frank Puaux le musée du Désert, dans la maison natale du chef camisard Rolland au Mas Soubeyran, près de Mialet, acquise en 1880 par la Société de l'histoire du protestantisme français, à l'initiative de Jules Bonnet et Fernand de Schickler . Il est à l'initiative de l'assemblée annuelle organisée le premier dimanche de septembre au Mas Soubeyran.

## Publications
- Leibnitz et Bossuet, 1871
- Antoine Court: histoire de la restauration du protestantisme en France au XVIIIe siècle, Paris, Michel Lévy frères, 1872, 2 vol.
- Essais de littérature et d'histoire, 1875
- Les synodes du Désert. Actes et règlements des synodes nationaux et provinciaux tenus aux Désert de l'an 1713 à l'an 1793, avec une introduction et des notes, 3 vol., 1886

## Distinctions

### Récompense
- 1874 : prix Thérouanne pour son livre Histoire de la restauration du protestantisme en France au XVIIIe siècle

### Décoration
- 1892 :  Chevalier de la Légion d'honneur [9]